# Gobernación de Alejandría
La Gobernación de Alejandría (en idioma árabe: امحافظة الإسكندرية) es una de las veintisiete gobernaciones de la República Árabe de Egipto, localizada en el norte del país, en la ribera del mar Mediterráneo, siendo uno de los puertos más importantes del país. 
La capital es Alejandría, célebre por ser la sede de la antigua Biblioteca de Alejandría, mundialmente famosa, que fue incendiada en la antigüedad. Se ha construido una nueva Biblioteca, financiada por la Agencia de los Estados Unidos para el Desarrollo Internacional (USAID), que se terminó en 2002. Alejandría, la que fue la capital de Egipto en tiempos de griegos y romanos, ahora es considerada la segunda capital del país. Alejandría y El Cairo son las dos únicas gobernaciones que son un municipio.

## Demografía
Posee 2900 kilómetros cuadrados que son habitados por 4.187.509 personas. Por ende, la densidad poblacional de la Gobernación de Alejandría es de 1534 pobladores por kilómetro cuadrado.
| Población Histórica de la Gobernación de Alejandría | Población Histórica de la Gobernación de Alejandría | Población Histórica de la Gobernación de Alejandría |
| Año                                                 | Habitantes                                          | Censo de Población                                  |
| --------------------------------------------------- | --------------------------------------------------- | --------------------------------------------------- |
| 1986                                                | 2 917 327                                           | Censo egipcio de 1986                               |
| 1996                                                | 3 339 076                                           | Censo egipcio de 1996                               |
| 2006                                                | 4 123 869                                           | Censo egipcio de 2006                               |
| 2017                                                | 5 163 750                                           | Censo egipcio de 2017                               |
| 2020                                                | 5 394 920                                           | Estimaciones del CAPMAS                             |
| 2027                                                | -                                                   | Censo egipcio de 2027                               |

## Distritos con población estimada en julio de 2017
- Ādārh Shurṭah Mīnā' al-Iskandariyah 824
- Ad-Dukhaylah 473,916
- Al-'Āmriyah 476,271
- Al-'Aṭṭārīn 36,955
- Al-Jumruk 92,549
- Al-Labān 41,126
- Al-Manshiyah 23,501
- Al-Muntazah 1,046,785
- Ar-Raml 631,658
- As-Sāḥal ash-Shamāli 2,963
- Bāb Sharqi 227,221
- Burj al-'Arab 92,175
- Karmūz 104,326
- Madīnat Burj al-'Arab al-Jadīdah 43,921
- Mīnā al-Baṣal 253,187
- Muḥarram Bik 280,609
- Sīdi Jābir 252,164

## Principales distritos y población
| Ciudad           | Población |
| ---------------- | --------- |
| Al Montazh       | 1190287   |
| Sharak (Este)    | 985786    |
| Wassat (Central) | 520450    |
| Al Gomrok        | 145558    |
| Agamy            | 386374    |
| Al Amriya        | 845845    |
| Borg Al Arab     | 113209    |
| Total            | 4187509   |